# Py2exe
py2exe는 파이썬 스크립트를 (.py) 윈도우 실행 파일로(.exe) 변환해주는 파이썬 확장이다. 이러한 실행 파일들은 파이썬이 설치되지 않은 시스템에서도 실행 가능하다. 참고로 이러한 역할을 해주는 도구들 중에서 가장 흔한 도구이다.
py2exe는 공식 비트토렌트 클라이언트(버전 6.0 이전)를 배포하는데 사용되었으며 다른 프로젝트들에서도 여전히 사용되고 있다.
2014년 5월 이후로 파이썬 3를 위한 py2exe가 사용 가능해졌다.
비록 이 프로그램이 .py 파일을 .exe 파일로 변환시키지만, 파이썬 바이트코드로 변환시키는 것이기 때문에 기계어로 변환하는 것처럼 속도가 빨라지지는 않는다. 심지어는 시작 오버헤드 때문에 파이썬 인터프리터로 직접 사용하는 것 보다 느릴 수도 있다.